# Distretto di Pásztó
Il distretto di Pásztó (in ungherese Pásztói járás) è un distretto dell'Ungheria, situato nella provincia di Nógrád.